# Busy (For Me)
"Busy (For Me)" är den andra singeln från den portugisiska sångerskan Aurea och fungerar som den andra singeln från hennes självbetitlade debutalbum Aurea efter "Okay Alright". 
Singeln gavs ut den 21 maj 2010 för digital nedladdning. Den låg totalt 44 veckor på den portugisiska singellistan varav två på första plats. Den tillhörande musikvideon hade i januari 2013 fler än 2,2 miljoner visningar på Youtube.

## Spårlista
| 1. | Busy (For Me) | 3:57 |

| 1. | Busy (For Me) Club Mix Extended   | 7:19 |
| 2. | Busy (For Me) Club Mix Radio Edit | 3:53 |

## Listplaceringar
| Lista    | Topplacering |
| -------- | ------------ |
| Portugal | 1            |